# Sinus versus

Sinus versus v jednotkové kružnici: versin x = 1 - cos x

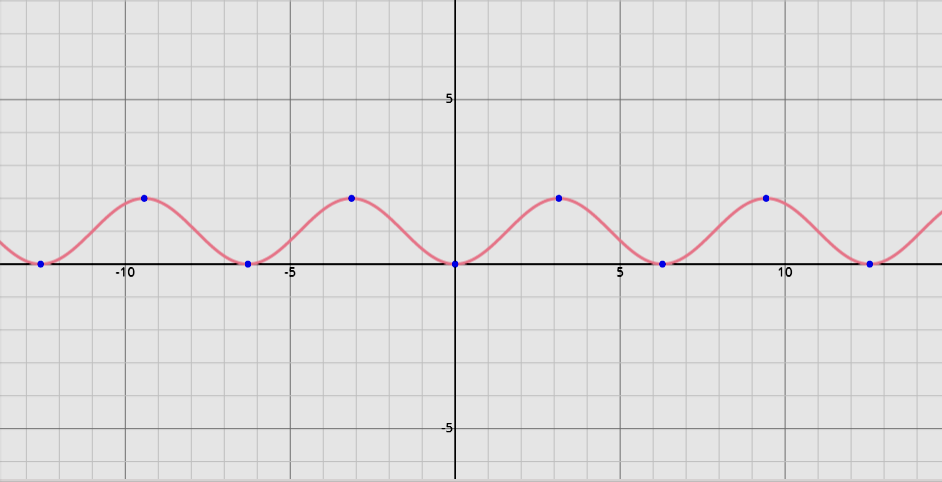
Graf funkce sinus versus

Sinus versus (lat., "otočený sinus"), zkratkou versin, je méně známá goniometrická funkce, která měla velký význam pro klasickou navigaci na moři. Ve starých tabulkách goniometrických funkcí bývala běžně zastoupena, protože výpočty s ní (na rozdíl od výpočtů se sinem) nevyžadovaly odmocňování. V současnosti se však stále užívá ve statistice aj. Název vyjadřuje, že zatímco funkce sinus se v jednotkové kružnici zobrazuje svisle, sinus versus se zobrazí vodorovně. Značila se {\displaystyle \operatorname {versin} \,x}, {\displaystyle \operatorname {sinver} \,x}, {\displaystyle \operatorname {vers} \,x}, {\displaystyle \operatorname {ver} \,x} nebo {\displaystyle \operatorname {siv} \,x}

## Definice
Sinus versus je definován pomocí kosinu:
{\displaystyle \operatorname {versin} \,x=1-\cos x}.

## Vlastnosti
- Definiční obor funkce

{\displaystyle {R}}
- Obor hodnot funkce

{\displaystyle \langle 0,2\rangle }
- Sinus versus je sudá funkce, je tedy splněna podmínka

{\displaystyle \operatorname {versin} \,-x=\operatorname {versin} \,x.}
- Inverzní funkcí k sinus versus je {\displaystyle \arccos(1-x)}.

- Derivace sinus versus:

{\displaystyle {\frac {d}{dx}}\operatorname {versin} \,x=\sin x}
- Neurčitý integrál:

{\displaystyle \int \operatorname {versin} \,\mathrm {d} x=(x-\sin x)+C}, kde {\displaystyle C} je integrační konstanta.
- Omezená
- Periodická s periodou {\displaystyle 2\pi }